# Eleições presidenciais do Brasil no Distrito Federal
A seguir está uma tabela das eleições presidenciais Brasil no Distrito Federal, ordenadas por ano. Desde as eleições de 1960.
Situado na Região Centro-Oeste, é a menor unidade federativa brasileira e a única que não tem municípios, sendo dividida em 33 regiões administrativas, totalizando uma área de 5 760,784 km². Em seu território, está localizada a capital federal do Brasil, Brasília, que é também a sede de governo do Distrito Federal.
Os vencedores do estado estão em negrito. 

## Partidos com mais vitórias
| Partido | Vitórias | Eleições                      |
| ------- | -------- | ----------------------------- |
| PT      | 5        | 1989, 1994, 2002, 2006 e 2010 |
| PSDB    | 2        | 1998 e 2014                   |
| PSD     | 1        | 1960                          |
| PSL     | 1        | 2018                          |
| PL      | 1        | 2022                          |

## Eleições de 1989 até hoje
|  | Mesmo vencedor nacional        |
|  | Vencedor diferente do nacional |

### Nova República (1985 -presente)
| Ano  | Turno | Vencedor          | Part. | Votos     | %     | Segundo lugar   | Part. | Votos    | %     | Terceiro lugar    | Part. | Votos   | %     | Ref    |
| ---- | ----- | ----------------- | ----- | --------- | ----- | --------------- | ----- | -------- | ----- | ----------------- | ----- | ------- | ----- | ------ |
| 2022 | 1º    | Lula da Silva     | PT    | 649 534   | 36.85 | Jair Bolsonaro  | PL    | 910 397  | 51.65 | Simone Tebet      | MDB   | 105.377 | 5.98  | [ 2 ]  |
| 2022 | 2º    | Lula da Silva     | PT    | 729 295   | 41,19 | Jair Bolsonaro  | PL    | 1.04.133 | 58,81 | -                 | -     | -       | -     | [ 2 ]  |
| 2018 | 1º    | Jair Bolsonaro    | PSL   | 936 494   | 58,37 | Fernando Haddad | PT    | 190 508  | 11,87 | Ciro Gomes        | PDT   | 266 272 | 16,60 | [ 3 ]  |
| 2018 | 2º    | Jair Bolsonaro    | PSL   | 1.080.411 | 69,99 | Fernando Haddad | PT    | 463 340  | 30,01 | -                 | -     | -       | -     | [ 3 ]  |
| 2014 | 1º    | Dilma Rousseff    | PT    | 362 511   | 23,02 | Aécio Neves     | PSDB  | 568 371  | 36,10 | Marina Silva      | PSB   | 563 830 | 35,81 | [ 4 ]  |
| 2014 | 2º    | Dilma Rousseff    | PT    | 580 581   | 38,10 | Aécio Neves     | PSDB  | 943 275  | 61,90 | -                 | -     | -       | -     | [ 4 ]  |
| 2010 | 1º    | Dilma Rousseff    | PT    | 462 441   | 31,74 | José Serra      | PSDB  | 354 070  | 24,30 | Marina Silva      | PV    | 611 362 | 41,96 | [ 5 ]  |
| 2010 | 2º    | Dilma Rousseff    | PT    | 708.674   | 52,81 | José Serra      | PSDB  | 633.299  | 47,19 | -                 | -     | -       | -     | [ 5 ]  |
| 2006 | 1º    | Lula da Silva     | PT    | 499.407   | 37,05 | Geraldo Alckmin | PSDB  | 594.521  | 44,11 | Heloísa Helena    | PSOL  | 165.420 | 12,27 | [ 6 ]  |
| 2006 | 2º    | Lula da Silva     | PT    | 765 008   | 56,96 | Geraldo Alckmin | PSDB  | 578 137  | 43,04 | -                 | -     | -       | -     | [ 6 ]  |
| 2002 | 1º    | Lula da Silva     | PT    | 592 977   | 49,07 | José Serra      | PSDB  | 202 410  | 16,75 | Anthony Garotinho | PSB   | 220 989 | 18,28 | [ 7 ]  |
| 2002 | 2º    | Lula da Silva     | PT    | 777 708   | 62,26 | José Serra      | PSDB  | 471 485  | 37,74 | -                 | -     | -       | -     | [ 7 ]  |
| 1998 | 1º    | Fernando Henrique | PSDB  | 391 201   | 40,44 | Lula da Silva   | PT    | 287 579  | 29,73 | Ciro Gomes        | PPS   | 265 838 | 27,48 | [ 8 ]  |
| 1994 | 1º    | Fernando Henrique | PSDB  | 315 106   | 38,69 | Lula da Silva   | PT    | 364 541  | 44,76 | Enéas Carneiro    | PRONA | 79.237  | 9,73  | [ 9 ]  |
| 1989 | 1º    | Fernando Collor   | PRN   | 172 181   | 22,75 | Lula da Silva   | PT    | 220 720  | 29,06 | Leonel Brizola    | PDT   | 71 719  | 9,44  | [ 10 ] |
| 1989 | 2º    | Fernando Collor   | PRN   | 268 963   | 37,32 | Lula da Silva   | PT    | 451 780  | 62,68 | -                 | -     | -       | -     | [ 10 ] |

### Republica Populista (1946 - 1964)
| Ano  | Turno | Vencedor      | Part. | Votos | %     | Segundo lugar | Part. | Votos  | %     | Terceiro lugar   | Part. | Votos | %    | Ref    |
| ---- | ----- | ------------- | ----- | ----- | ----- | ------------- | ----- | ------ | ----- | ---------------- | ----- | ----- | ---- | ------ |
| 1960 | Unico | Jânio Quadros | PTN   | 7 518 | 38,07 | Teixeira Lott | PSD   | 10 444 | 52,85 | Ademar de Barros | PSP   | 1 813 | 9,28 | [ 11 ] |